# Argeș (distrito)

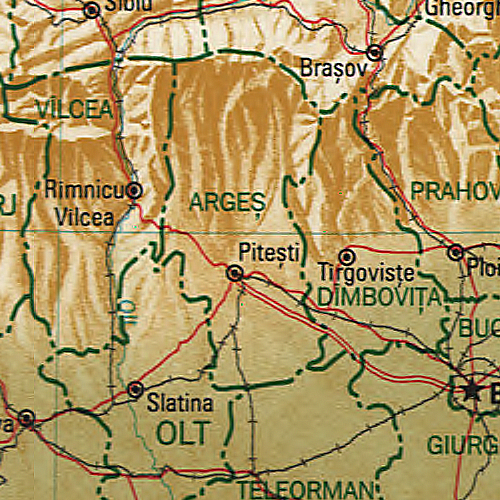
Mapa de Argeș.

Argeș é um județ (distrito) da Romênia, na região da Valáquia. Sua capital é a cidade de Pitești.

## Demografia
Em 2002, a população era de 652.625 e a densidade demográfica 95 hab./km².

### Grupos étnicos
- Romenos - 98,4%[1]
- Roms - 1,4%
- Outros.

### Evolução da população
| \| Ano \| População[2] \| \| ---- \| ------------ \| \| 1930 \| 394.268 \| \| 1948 \| 448.964 \| \| 1956 \| 483.741 \| \| 1966 \| 529.833 \| \| 1977 \| 631.918 \| \| 1992 \| 681.206 \| \| 2002 \| 652.625 \| |           |
| Ano | População |
| 1930 | 394.268   |
| 1948 | 448.964   |
| 1956 | 483.741   |
| 1966 | 529.833   |
| 1977 | 631.918   |
| 1992 | 681.206   |
| 2002 | 652.625   |

## Geografia

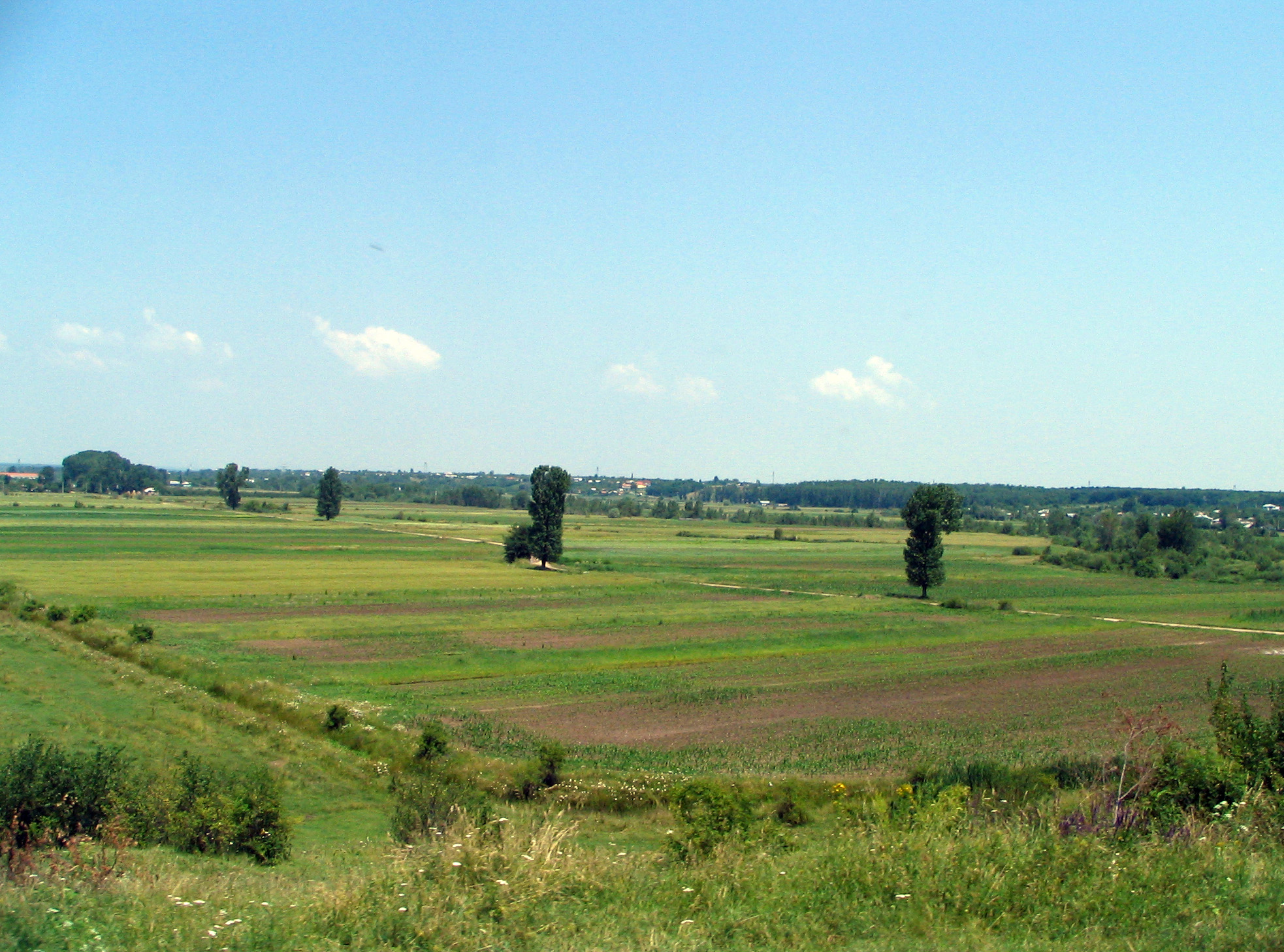
A planície romena, no sul de Argeş.

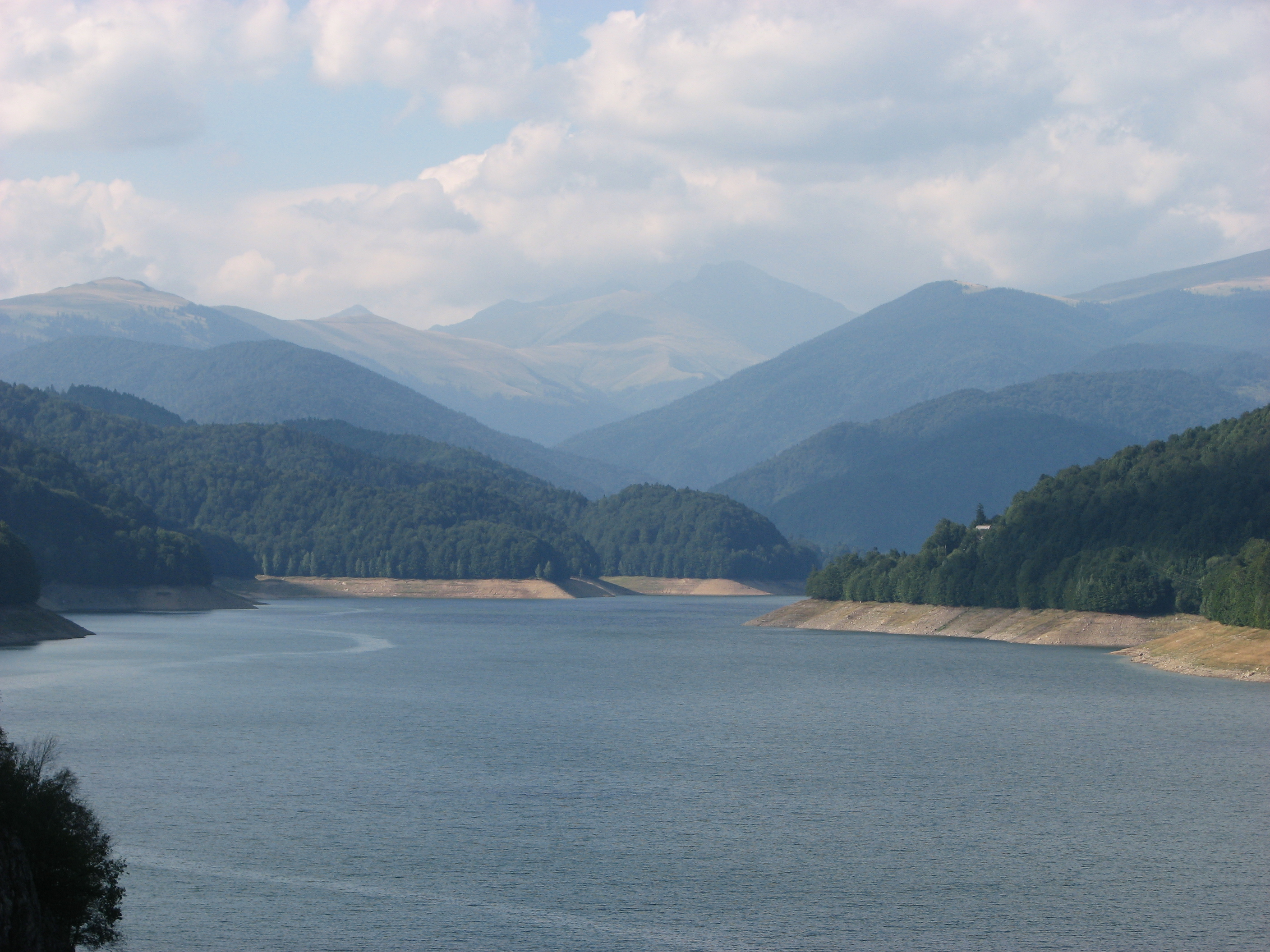
Lago Vidraru, no norte de Argeş.

Argeş possui área total de 6.862 km².
Por seu relevo, o judeţ pode se dividir em três partes muito distintas:
- Ao norte se encontram as montanhas Făgăraş, pertencentes a cadeia dos Cárpatos Meridionais, com elevações de mais de 2.400 m: Pico Moldoveanu (2.544 m), Pico Negoiu (2.535 m) e Pico Vanatoarea lui Buteanu (2.508 m); e parte das montanhas Leaotă, no nordeste;
- No centro as elevações diminuem, onde se localizam as colinas sub-carpatianas, com altitudes em torno de 800 metros, cortadas por vales muito profundos.
- Ao sul está localizada a parte norte da Planície Romena.

O rio principal que cruza o condado é o rio Argeş, onde quase todos os outros rios que vem das montanhas deságuam. No sul, os rios mais importantes são o Vedea e o Teleorman.

### Limites
- Dâmboviţa a leste;
- Vâlcea e Olt a oeste;
- Sibiu e Braşov ao norte;
- Teleorman ao sul.

## Economia
O judeţ é um dos mais industrializados da Romênia. Conta com uma refinaria de petróleo e duas fábricas de automóveis, uma na cidade de Mioveni (Dacia Renault) e outra em Câmpulung (ARO).
Outras atividades industriais de relevância são:
- produtos químicos;
- Fabricação de eletrodomésticos e equipamentos elétricos;
- Indústria alimentícia;
- Indústria têxtil;
- Materias de construção.

No centro e sul de Argeş se extrai petróleo. Também existem algumas minas de carvão, e nas proximidades de Mioveni se encontra um centro de pesquisa e produção nuclear que produz combustíveis nucleares para a Central Nuclear de Cernavodă. No rio Argeş existem um grande número de plantas hidrelétricas, sendo a principal a de Vidraru, localizada na represa de mesmo nome.
Nas colinas se produz vinhos e frutas, o sul é dedicado ao cultivo de cereais.

## Turismo

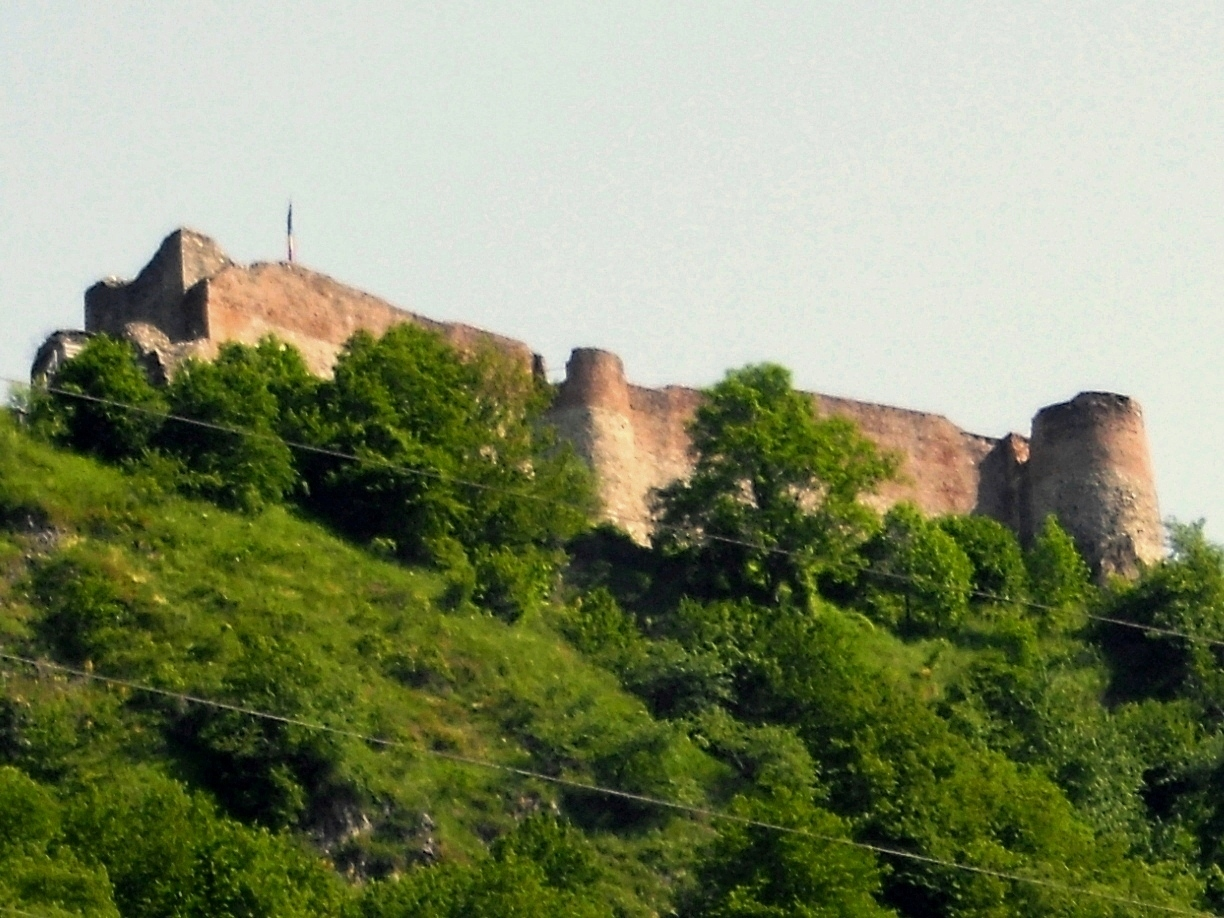
O Castelo Poenari, a norte da cidade de Curtea de Argeş, na Roménia.

Os principais destinos turísticos são:
- A cidade de Curtea de Argeş - aqui se situa um dos mais belos monastérios da Romênia;
- A cidade de Piteşti;
- A cidade de Câmpulung;
- As Montanhas Făgăraş;
- As Montanhas Leaota;
- O castelo Poenari;
- O monastério de Cotmeana;

## Divisões administrativas
O condado possui 3 municípios, 4 cidades e 95 comunas.

### Municípios
- Piteşti
- Câmpulung
- Curtea de Argeş

### Cidades
- Mioveni
- Costeşti
- Topoloveni
- Ştefăneşti

### Comunas
| - Albeştii de Argeş - Albeştii de Muscel - Albota - Aninoasa - Arefu - Băbana - Băiculeşti - Bălileşti - Bârla - Bascov - Beleţi-Negreşti - Berevoeşti - Bogaţi - Boteni - Boţeşti - Bradu - Brăduleţ - Budeasa - Bughea de Jos | - Bughea de Sus - Buzoeşti - Căldăraru - Călineşti - Căteasca - Cepari - Cetăţeni - Cicăneşti - Ciofrângeni - Ciomăgeşti - Cocu - Corbeni - Corbi - Coşeşti - Cotmeana - Cuca - Dâmbovicioara - Dârmaneşti - Davideşti | - Dobreşti - Domneşti - Drăganu - Dragoslavele - Godeni - Hârseşti - Hârtieşti - Izvoru - Leordeni - Lereşti - Lunca Corbului - Mălureni - Mărăcineni - Merişani - Miceşti - Mihăeşti - Mioarele - Miroşi - Morăreşti | - Moşoaia - Mozăceni - Muşăteşti - Negraşi - Nucşoara - Oarja - Pietroşani - Poiana Lacului - Poienarii de Argeş - Poienarii de Muscel - Popeşti - Priboieni - Râca - Răteşti - Recea - Rociu - Rucăr - Sălătrucu - Săpata | - Schitu Goleşti - Slobozia - Stâlpeni - Ştefan cel Mare - Stoeneşti - Stolnici - Şuici - Suseni - Teiu - Tigveni - Ţiţeşti - Uda - Ungheni - Valea Danului - Valea Iaşului - Valea Mare-Pravăţ - Vedea - Vlădeşti - Vultureşti |